# فرد فيدلر
فرد فيدلر (بالألمانية: Fred Edward Fiedler)‏ (و. 1922 – 2017 م) هو عالم نفس من النمسا، والولايات المتحدة، ولد في فيينا، توفي عن عمر يناهز 95 عاماً.